# Escudos de los reyes de España en Italia
Los Reyes de España  usaron unas variantes específicas de sus escudos como monarcas del Nápoles, Sicilia, Cerdeña y del Ducado de Milán incorporando los elementos propios de la heráldica de estos territorios.

## Introducción
El Reino de Sicilia fue gobernado como reino independiente por miembros de ramas secundarias de la Casa de Aragón hasta el año 1409 e integrada desde aquel año en la  Corona de Aragón. El Reino de Nápoles fue regido por el angevino Renato de Anjou hasta que los dos reinos recayeron en la persona de Alfonso V el Magnánimo de Aragón, después de su victoria sobre Renato de Anjou, en el sitio de Nápoles el 6 de junio de 1443. Finalmente, Alfonso el Magnánimo los separó de nuevo durante su reinado. Entregó el trono napolitano a su hijo ilegítimo Fernando, que reinó desde 1458 hasta 1494, mientras que Aragón y Sicilia pasaron a su hermano, el infante Juan. En 1504, reinando Fernando el Católico, Nápoles volvió a integrarse en la Corona de Aragón. El título de rey de Nápoles y Sicilia lo conservaron los monarcas aragoneses, pasando en 1516, con la llegada de la Casa de Austria, a los monarcas españoles.
Cuando Francisco II, duque de Milán murió sin descendencia en 1535, Carlos I se hizo con el ducado. El emperador mantuvo el control sobre Milán hasta que lo entregó a su hijo, el príncipe Felipe. La posesión española sobre el ducado de Milán fue reconocida por Francia en el Tratado de Cateau-Cambrésis suscrito en 1559.
En 1713 Felipe V, el primer monarca español de la Casa de Borbón, perdió los dominios italianos de la Monarquía en virtud del tratado de Utrecht que  puso fin a la guerra de sucesión. El ducado de Milán y el reino de Nápoles con Cerdeña quedaron bajo el control de Carlos VI de Austria, Sicilia en cambio pasó a la Casa de Saboya.
El infante Carlos de Borbón y Farnesio (futuro Carlos III) también fue rey de Nápoles y Sicilia, anteriormente había sido duque de Parma, Plasencia y Castro, pero tuvo que renunciar a estas coronas para poder suceder a su hermano Fernando VI en el trono de España
- Las armas reales de Sicilia desde el año 1282 se blasonaban: Cuartelado en sotuer Aragón y Hohenstaufen: Primero y cuarto las armas de Aragón (De Oro, cuatro palos de Gules); segundo y tercero las armas de la Casa de Hohenstaufen (De plata, un águila de Sable).

- Las armas reales de Nápoles que emplearon los monarcas aragoneses de la Casa de Trastámara, y que anteriormente habían utilizado Carlos III y sus sucesores, fueron: Las armas antiguas de Hungría (Fajado de ocho piezas de gules y plata), las de Jerusalén (De plata, una Cruz de Jerusalén de Oro) y las antiguas armas del Anjou (De Azur sembrado de flores de lis de Oro y cargado de un lambel de tres pendientes de Gules). En 1504 Fernando el Católico se convirtió en monarca de Nápoles y adoptó el escudo que había utilizado Carlos III pero retirando las armas antiguas de Anjou.[2]

- Las armas ducales de Milán (usadas en la época de la Casa de Sforza) consistían en un escudo cuartelado: Primero y cuarto las armas de la Casa de Visconti (De Plata, una serpiente de Azur cebada de una persona de Gules); en el segundo y tercero las armas originales de la propia Casa de Sforza (De Oro un águila de Sable coronada de Oro y picada, membrada y linguada de gules. La figura de la serpiente es un animal mítico llamado biscione y es el símbolo más conocido de Milán.

## Galería
| Divisiones del Escudo | Divisiones del Escudo |
| --- | --- |
| - Corona de Castilla (Blasones del Reino de Castilla y del Reino de León) - Corona de Aragón - Reino de Nápoles (Blasones del Reino de Jerusalén y del Reino de Hungría) - Reino de Sicilia | - Archiducado de Austria (Sobrepuesto y flanqueado por el Águila bicéfala del Sacro Imperio) - Granada (Entado en Punta) |

| Divisiones del Escudo | Divisiones del Escudo |
| --- | --- |
| - Corona de Castilla (Blasones del Reino de Castilla y del Reino de León) - Corona de Aragón - Reino de Navarra - Reino de Sicilia | - Archiducado de Austria - Ducado de Borgoña (Armas Modernas) - Ducado de Borgoña (Armas Antiguas) - Ducado de Brabante - Ducado de Flandes y Condado del Tirol (Escusón Inferior) - Reino de Nápoles (Blasones del Reino de Jerusalén y del Reino de Hungría) - Granada (Entado en Punta) |

| Divisiones del Escudo | Divisiones del Escudo |
| --- | --- |
| - Corona de Castilla (Blasones de los reinos de Castilla, León y Granada Entado en Punta) - Corona de Aragón - Reino de Jerusalén (Parte del Blasón del Reino de Nápoles) - Reino de Hungría (Parte del Blasón del Reino de Nápoles) - Reino de Sicilia | - Archiducado de Austria - Ducado de Borgoña (Armas modernas) - Ducado de Borgoña (Armas antiguas) - Ducado de Brabante - Ducado de Flandes y Condado de Tirol (Escusón Inferior) |

| Divisiones del Escudo | Divisiones del Escudo |
| --- | --- |
| - Corona de Castilla (Blasones de los reinos de Castilla, León y Granada Entado en Punta) - Corona de Aragón - Reino de Jerusalén (Parte del Blasón del Reino de Nápoles) | - Archiducado de Austria - Ducado de Borgoña (Armas modernas) - Ducado de Borgoña (Armas antiguas) - Ducado de Brabante - Reino de Sicilia - Reino de Hungría (Parte del Blasón del Reino de Nápoles) |

| Divisiones del Escudo | Divisiones del Escudo |
| --- | --- |
| - Corona de Castilla (Blasones de los reinos de Castilla y León) - Corona de Aragón - Reino de Jerusalén (Parte del Blasón del Reino de Nápoles) | - Archiducado de Austria - Ducado de Borgoña (Armas modernas) - Ducado de Borgoña (Armas antiguas) - Ducado de Brabante - Reino de Sicilia - Reino de Hungría (Parte del Blasón del Reino de Nápoles) |

| Escusón                                 | Escusón |
| --------------------------------------- | ------- |
| - Ducado de Flandes - Condado del Tirol |         |

| Divisiones del Escudo                                  | Divisiones del Escudo                                   |
| ------------------------------------------------------ | ------------------------------------------------------- |
| - Reino de Castilla - Corona de Aragón - Reino de León | - Ducado de Borgoña (Armas modernas) - Reino de Sicilia |

| Escusón              | Escusón |
| -------------------- | ------- |
| - Reino de Jerusalén |         |

| Divisiones del Escudo | Divisiones del Escudo |
| --- | --- |
| - Corona de Castilla (Blasones de los reinos de Castilla y de León) - Corona de Aragón - Reino de Sicilia - Reino de Jerusalén - Reino de Granada (Entado en Punta) - Reino de Portugal (Escusón Superior) | - Archiducado de Austria - Ducado de Borgoña (Armas modernas) - Ducado de Borgoña (Armas antiguas) - Ducado de Brabante - Ducado de Flandes y Condado del Tirol (Escusón Inferior) |

| Divisiones del Escudo | Divisiones del Escudo |
| --- | --- |
| - Corona de Castilla (Blasones de los reinos de Castilla y de León) - Corona de Aragón - Reino de Sicilia - Archiducado de Austria | - Ducado de Borgoña (Armas modernas) - Ducado de Borgoña (Armas antiguas) - Ducado de Brabante - Ducado de Flandes y Condado del Tirol (Entado en Punta) |

| Escusón (Central)                              | Escusón (Central) |
| ---------------------------------------------- | ----------------- |
| - Ducado de Anjou (Armas de la Casa de Borbón) |                   |

| Divisiones del Escudo | Divisiones del Escudo |
| --- | --- |
| En la Diestra (Izquierda del Espectador) - Corona de Castilla (Blasones de los reinos de Castilla y de León) - Corona de Aragón y Reino de Sicilia - Reino de Granada (Entado en Punta) | - Archiducado de Austria - Ducado de Borgoña (Armas modernas) - Ducado de Borgoña (Armas antiguas) - Ducado de Brabante - Ducado de Flandes y Condado del Tirol (Escusón Inferior) |

| En la Siniestra (Derecha del Espectador) - Reino de Inglaterra - Reino de Francia (Armas modernas) |

| Escusón (Central)                                              | Escusón (Central) |
| -------------------------------------------------------------- | ----------------- |
| - Ducado de Milán (Blasones de las Casas de Visconti y Sforza) |                   |

| Divisiones del Escudo | Divisiones del Escudo |
| --- | --- |
| En la Diestra (Izquierda del Espectador) - Corona de Castilla (Blasones de los reinos de Castilla y de León) - Corona de Aragón - Reino de Jerusalén (Parte del Blasón del Reino de Nápoles) - Reino de Hungría (Parte del Blasón del Reino de Nápoles) - Reino de Sicilia | - Archiducado de Austria - Ducado de Borgoña (Armas modernas) - Ducado de Borgoña (Armas antiguas) - Ducado de Brabante - Ducado de Flandes y Condado del Tirol (Escusón Inferior) |

| En la Siniestra (Derecha del Espectador) - Ducado de Milán (Blasones de las Casas de Visconti y Sforza) |

| Divisiones del Escudo | Divisiones del Escudo |
| --- | --- |
| - Corona de Castilla (Blasones de los reinos de Castilla y de León) - Corona de Aragón - Reino de Sicilia - Reino de Granada (Entado en Punta) - Reino de Portugal (Escusón Superior) | - Archiducado de Austria - Ducado de Borgoña (Armas modernas) - Ducado de Borgoña (Armas antiguas) - Ducado de Brabante - Ducado de Flandes y Condado del Tirol (Escusón Inferior) |

| Escusón (Central)                                              | Escusón (Central) |
| -------------------------------------------------------------- | ----------------- |
| - Ducado de Milán (Blasones de las Casas de Visconti y Sforza) |                   |

| Divisiones del Escudo | Divisiones del Escudo |
| --- | --- |
| - Corona de Castilla (Blasones de los reinos de Castilla y de León) - Corona de Aragón - Reino de Sicilia - Reino de Granada (Entado en Punta) - Ducado de Anjou (Armas de la Casa de Borbón) (Escusón Superior) | - Archiducado de Austria - Ducado de Borgoña (Armas modernas) - Ducado de Borgoña (Armas antiguas) - Ducado de Brabante - Ducado de Flandes y Condado del Tirol (Entado en punta inferior) |

| Escusón (Central)                                              | Escusón (Central) |
| -------------------------------------------------------------- | ----------------- |
| - Ducado de Milán (Blasones de las Casas de Visconti y Sforza) |                   |

| Divisiones del Escudo | Divisiones del Escudo |
| --- | --- |
| - Corona de Castilla (Blasones de los reinos de Castilla y de León) - Corona de Aragón - Reino de Sicilia - Reino de Granada (Entado en Punta) - Reino de Portugal (Escusón Superior) | - Archiducado de Austria - Ducado de Borgoña (Armas modernas) - Ducado de Borgoña (Armas antiguas) - Ducado de Brabante - Ducado de Flandes y Condado del Tirol (Escusón Inferior) |

| Escusón (a la siniestra) | Escusón (a la siniestra) |
| ------------------------ | ------------------------ |
| - Reino de Cerdeña       |                          |